# Martti Kitunen
Martti Henrikinpoika Kitunen, på svenska även Mårten Henriksson, född 1 november 1747 i Virdois, död där 7 oktober 1833, var en finländsk hemmansägare och björnjägare. 
Kitunen var redan i unga år en skicklig skytt och färdades vida omkring för att nedlägga björnar. Han var även en utmärkt vapensmed och uppfödare av jakthundar. Sin första björn sköt Kitunen vid 16 års ålder, den sista som 74-åring. Totalt nedlade han 108 fullvuxna björnar; belönades med Finska hushållningssällskapets medalj 1800. År 1936 restes ett minnesmärke över honom på hans hemort. Hans egenhändigt tillverkade björnstudsare kan sedan 1976 beskådas i Finlands jaktmuseum i Riihimäki. Den ryktbare mästerskytten beskrevs idealiserande av Zacharias Topelius i Boken om vårt land.